# Mírame (cuestión de tiempo)
«Mírame (cuestión de tiempo)» en el título de la canción número 4 y el sencillo número tres del disco Timbiriche VII de la banda Timbiriche, con la voz principal de Alix Bauer, lanzada en el mes de mayo a las radios y en julio el video de 1987.
Esta canción fue uno de los primeros temas con un ritmo melancólico que se refería al sufrimiento del amor. La canción sonó un tiempo más que cualquiera del disco hasta que se presentó "Besos de Ceniza".

## Video
El video comienza mostrando algunas imágenes del grupo, luego están muchos en un campo con demasiada neblina, pasan Eduardo y Mariana abrazados, al igual que Thalia y Diego, y luego pasa Erick abrazando a Alix, después aparece Alix sola en un lugar donde hay un espejo con niebla y varias velas, en el espejo aparece un chico que ya antes la había visto, ella da muchas vueltas al final, y canta sola frente al espejo y aparecen en el espejo el chico que ella quiere abrazándola.

## Posicionamiento
| Listas                              | Posición |
| ----------------------------------- | -------- |
| Argentina Top 40                    | 1        |
| Chile Top 100                       | 1        |
| Latinoamérica Top 100               | 1        |
| Colombia Top 40                     | 1        |
| Ecuador Top 100                     | 2        |
| Iberoamérica Hot 100                | 1        |
| México Top 100                      | 1        |
| España Hot 100                      | 1        |
| EE. UU. Billboard Latin Pop Airplay | 3        |

- Datos: Q6036067